# Isaac Alonso Estraviz
Œuvres principales
Dicionário da língua galega (Dictionnaire de la langue galicienne, 3 volumes) (1986). Editorial Alhena.
Isaac Alonso Estraviz, né à Vilaseca (Trasmiras) le 26 janvier 1935, est un lexicographe galicien. Auteur du plus grand dictionnaire en galicien (la langue de la Galice, derivé du galaïco-portugais médieval) et de divers essais philologiques. Il a été professeur dans divers centres et universités.

## Trajectoire
En 1947, il rejoint le monastère d' Oseira comme oblat. Il a vécu en France, en Allemagne et à Navarre, où il a traduit les Psaumes en galicien, et pendant son séjour à Albacete, il a traduit les Encycliques et le Missel. À Madrid, il étudie la philosophie à l'Université de Comillas et valide son diplôme à l'Université Complutense , où il est l'élève de Manuel Alvar López.
Il est diplômé en philologie romane en 1977 et a obtenu son doctorat en philologie galicienne de l'Université de Saint-Jacques-de-Compostelle en 1999, avec la thèse La parole des conseils de Trasmiras et Qualedro . Il a un diplôme en culture et langue portugaise de l'Université de Lisbonne .
Entre 1975 et 1977, il enseigne la langue et la littérature galiciennes à l'Athénée de Madrid et, de 1977 à 1984, à la Confrérie Galicienne-Lôstrego de cette ville. Il a ensuite été professeur de lycée à A Rúa, Ferrol, Pontevedra, Pontedeume, Santiago, Vigo, A Coruña, Ordes et à partir de 1987 à Ourense, à l'IES Otero Pedrayo. Il a également été professeur de didactique de la langue et de la littérature galiciennes à l'Université de Vigo à partir de 1992 sur les campus de Pontevedra et Ourense.
Il a été membre de la Commission linguistique de l'Association de la langue galicienne (AGAL, partisan de la réintégration) et du comité de rédaction du magazine Agália, dans lequel il a publié de nombreux articles. Il a également publié dans O Ensino, Encrucillada, Raigame et Graal, Boletim de Philologia de Lisboa, Nós (Magazine international galicien-portugais de la culture), Temas de Linguística e Sociolinguística, Cadernos do Povo, Revista de Guimarães, A Nosa Terra.
En 1986, il fait partie de la délégation galicienne qui participe en tant qu'observateur à la Rencontre sur l'unification orthographique de la langue portugaise. Il est membre de la Commission linguistique de l'Association de la langue galicienne, vice-président de l'Académie galicienne de la langue portugaise et du Bulletin AGLP. En tant que lexicographe, il est l'auteur de plusieurs ouvrages sur le lexique de la langue galicienne, mettant en évidence le Dicionário da língua galega (dictionnaire de la langue galicienne), initialement édité par Alhena (1986) et plus tard dans une édition résumée par Sotelo Blanco (1995). Ce dictionnaire est initialement apparu avec l’orthographe galicienne appelée réintégration minimale, mais depuis 2005 il est disponible en consultation en ligne dans l'orthographe dite réintégration maximale (plus proche de l'orthographe de la langue portugaise) et prônée par l'AGAL.

## Ouvrages

### Récit
- Contos con reviravolta: arando no mencer (1973). Vigo: Castrelos.  (ISBN 84-7041-055-5).

### Essais
- Estudos filológicos galegoportugueses (1987). Ed. Alhena
- Os falares de Trasmiras e Qualedro (2013). Ponte Caldelas: Fundaçom Meendinho.  (ISBN 978-84-617-0161-2).

### Dictionnaires
- Dicionário galego ilustrado "Nós". Tomo I (1983). A Coruña: Nós. Editeur.  (ISBN 8475400183).
- Dicionário da língua galega (3 volumes) (1986). Ed. Alhena. Editeur. Avec Lois Cambeiro Cives, Xosé Manuel Enríquez, Xosé Feixó Cid, Manuel Ferreiro, María do Carmo García Pereiro, Anxo González Guerra, Xosé Luis Grande Grande, Vitória Ogando Valcárcel, Tareixa Roca Sánchez, Xavier Rodríguez Baixeras.  (ISBN 84-7707-000-8).
- Dicionário da língua galega (1995). Santiago: Sotelo Blanco.  (ISBN 84-7824-226-0).
- Dicionário Estraviz en ligne (en galicien) .

### Édition
- Santos Júnior e os Intelectuais Galegos (2011). Ponte Caldelas: Fundaçom Meendinho.

### Conversations
- Conversas con Isaac Alonso Estraviz, Bernardo Penabade Rei (entrev.) (2013). Ourense: Através.  (ISBN 978-84-87305-75-7)[6].

### Traductions
- Os Salmos (1966). SEPT.
- Pacem in terris, de Xoán XXIII (1968). SEPT.
- Poppulorum progressio, de Paulo VI (1968). SEPT.
- Concilio Vaticano Segundo. A eirexa no mundo moderno (1973). SEPT.
- O problema político de Galiza, de Vicente Risco (1976). SEPT.
- La Sibila, de Agustina Bessa-Luís (1981). Alfaguara.
- Gran libro de San Cipriano o los tesoros del hechicero (1986). Akal.
- Antonio de Puga, pintor ourensano na corte de Filipe IV, de Xesús Ferro Couselo (1996). Ourense: Livraria Torga.
- De Roncesvales a Compostela: um percurso por valores, habilidades, recursos e atitudes, de Manuel Rivero Pérez (2008). Ourense. AGAL.
- Lo siento mucho, de Nuno Lobo Antunes (2009). Santillana Ediciones Generales.

### Œuvres collectives
- Misal galego, SEPT, 1968.
- O Estatuto de Galiza. Antecedentes e comentarios, de Castelao, Edicións Nós, 1975. (Il signe sous le pseudonyme de Isaac da Bougueira).
- Estudo crítico das "Normas ortográficas e morfolóxicas do idioma galego (ILG-RAG) 1982, 1983, AGAL. 2ª edición en 1989.
- Colectânea de Estudos em Homenagem a Rodrigues Lapa, Câmara Municipal de Anadia, 1984.
- Prontuário ortográfico galego, AGAL, 1985.
- Actas do I Congresso Internacional da Língua Galego-Portuguesa na Galiza, 1984, AGAL, 1986.
- Comentários ao novo acordo ortográfico (1986). Pontevedra: Irmandades da Fala de Galiza e Portugal. Avec José Luis Fontenla Rodrigues et Adela Figueroa Panisse.  (ISBN 84-398-8315-3).
- Guia prático de verbos galegos conjugados, AGAL, 1988.
- Actas do III Congresso Internacional da Língua Galego-Portuguesa na Galiza, AGAL, 1992.
- O uso das línguas na perspectiva da Europa Comunitária. Hizkunzen erabilera Europar batasunari begira. L'ús de les llengües en la perspectiva de l'Europa Comunitària, AGAL, 1993.
- Actas do IV Congresso Internacional da Língua Galego-Portuguesa na Galiza, AGAL, 1996.
- Os intelectuais galegos e Teixeira de Pascoaes: epistolário (2000). Sada: Edicións do Castro. (avec Eloísa Álvarez, de l'Universidade de Coimbra).  (ISBN 84-7492-933-4).
- Eugénio de Castro e a Galiza. Epistolário (2008). Sada: Ediciós do Castro. Avec Eloísa Álvarez.  (ISBN 978-84-8485-291-9).
- Isaac Díaz Pardo e a língua galega, AGAL, 2008.
- Actas do Congresso Jenaro Marinhas del Valle, AGAL, 2009.
- Por um galego extenso e útil, Através Editora, 2010.
- Cartafol de soños, homenaxe a Celso Emilio Ferreiro no seu centenario (1912-2012), 2012.

## Prix
- 1970: 3e Prix du Concurso nacional de contos infantís O Facho, pour Un novo amencer.
- 2019: Médaille d'or de la province d'Ourense décernée par la Deputación provinciale d' Ourense[7]. En raison de l'épidémie de COVID-19, la remise a été retardée jusqu'en 2022[8].